# Future rave
La future rave (également stylisée Future Rave, FUTURE RAVE ou FR) est un genre de musique dance (EDM) ayant émergé à la fin des années 2010. Il est inventé et lancé par les DJ et producteurs David Guetta et Morten, avec l'aide des coproducteurs Toby Green, Mike Hawkins. Le genre est un mélange sombre mais électrisant de techno et de house progressive. 
En 2022, le duo fait une tournée sous le nom de « future rave ». Le style est ensuite popularisé par d'autres artistes EDM tels que Hardwell.

## Histoire et mouvement
En 2019, le producteur français David Guetta et le producteur danois Morten s'associent pour produire des morceaux. Ils ont produit plusieurs morceaux ensemble et plus tard ils appelleront ce style future rave,,. Les deux premiers titres produits dans ce style par le duo étaient Never Be Alone avec Aloe Blacc et un remix officiel de Heaven d'Avicii. Alors que les premiers titres du genre sont apparus à la fin des années 2010, la future rave s'établit bien au début des années 2020, avec des sorties essentielles comme le New Rave EP, et d'autres artistes suivant le son, y compris Armin van Buuren, DubVision et Header. Spinnin' Records, Crash and Smile, Rave Culture et CAOS Label deviennent quelques-uns des principaux centres du genre. Avec l'arrivée de nouveaux artistes, le genre s'est également développé stylistiquement tout en s'appuyant sur un sondage d'influences similaire, Justus étant particulièrement influencé par la tech trance, tandis que Hardwell, Ummet Ozcan et même Wiwek le mélangent également avec leurs styles respectifs. 
En 2022, le duo fait une tournée américaine sous le titre Future Rave, y compris une apparition à EDC et commence une résidence à Hï! à Ibiza sous le même titre,. David Guetta commente leur collaboration dans une interview au Billboard : « Morten est venu avec ce son, et il est si difficile de trouver un nouveau son. Ensuite, j'ai plus d'expérience dans la fabrication d'accords et de mélodies et dans la structuration de disques, il a donc été vraiment intéressant de pouvoir se compléter. Je pense que ce que nous faisons ne ressemble à personne d'autre. C'est vraiment frais et nouveau et j'en suis tellement excité. Les DJ pour lesquels je le joue sont aussi excités à ce sujet. Je n'ai pas été enthousiasmé par une musique de danse comme celle-ci depuis longtemps ». En 2022, après une interruption de 5 ans, Hardwell revient jouer à l'Ultra Music Festival et son set est décrit comme future rave et future techno. Il sort le morceau Black Magic qui est décrit comme « un morceau plein de synthés et captivant qui plonge ses auditeurs dans le monde du monde de la techno ». La future rave devient une tendance répandue et un son très populaire dans les festivals EDM de retour.

## Caractéristiques
Le genre est décrit comme des arrangements de techno et de trance futuristes underground superposés tout en incorporant des sons de pointe en constante évolution. Selon Magnetic Mag : « Ce qui distingue la future rave, c'est un léger changement de syncope, ce qui fait toute la différence ». 
Les pistes contiennent également des rainures roulantes et énergiques du début à la fin avec de longues accumulations[incompréhensible] et des drops. Ils contiennent également des voix euphoriques et des hymnes dépressifs. La future rave rassemble les éléments de l'EDM et des scènes underground, tout en gardant le son de pointe[Quoi ?] en constante évolution. La future rave oscille entre énergie et accroches EDM, sons futuristes de la techno et émotion de la trance et de la (future) house.